# Зоб (анатомия)

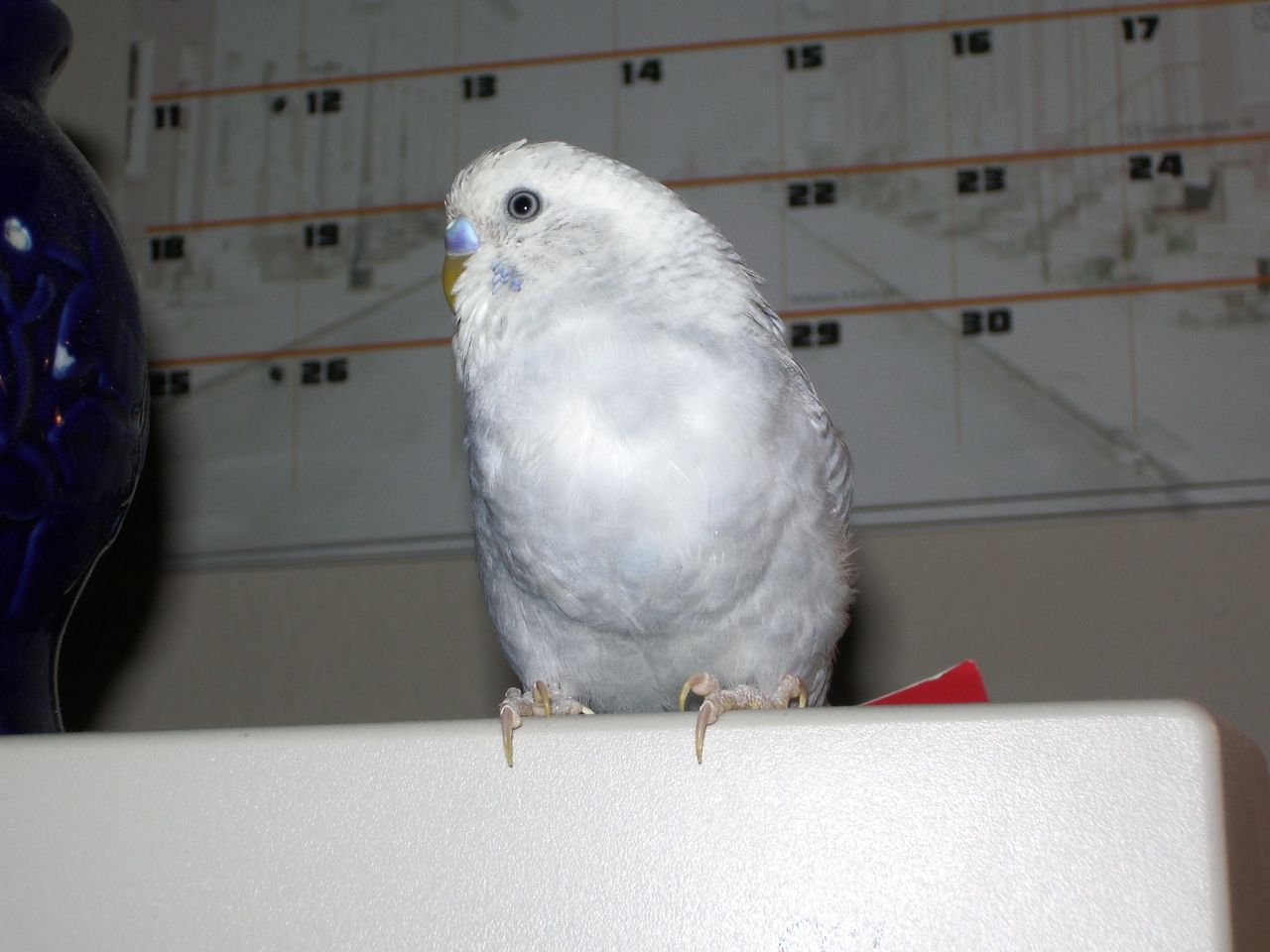
Волнистый попугайчик с полным зобом после кормления

Зоб (лат. ingluvies) — расширенная часть пищевода у ряда беспозвоночных (моллюски, черви, насекомые), у птиц и некоторых млекопитающих и рыб (цихлиды), служащая для накопления, хранения, а иногда и предварительной переработки пищи.

## Зоб у насекомых
Например, у пчёл в зобе происходит предварительная переработка нектара в мёд.

У некоторых видов муравьёв зоб (небольшой отросток пищевода), образно называемый «общественным желудком», исполняет особую функцию: в нём хранится пища, в дальнейшем распределяемая между другими взрослыми муравьями и между личинками.

Пищеварительная система пчелы

## Зоб у млекопитающих
У утконосов, ехидн и муравьедов в зобу находятся глоточные зубы, служащие для дополнительного пережёвывания. 

## Зоб у птиц
У птиц зоб обычно находится над ключицами и имеет крупные железы. По строению зоб не отличается существенно от остального пищевода, а у некоторых птиц (голуби, фазаны) к нему прикрепляется поперечно-полосатая мускулатура. Перистальтические движения зоба обеспечивают поступление пищи в желудок, её отрыгивание при выкармливании птенцов, а также удаление непереваренных остатков.
У некоторых птиц зоб полностью отсутствует (страус, пингвины, гагары и многие другие). У остальных птиц принято различать две основные формы зоба, связанные переходами:
- стенка пищевода выпячивается на незначительном протяжении и образует веретенообразный мешок (у казуара, топорка, хищных птиц, колибри);
- короткий зоб резко отграничивается от выше- и нижележащих частей пищеварительного тракта (куриные, голенастые, попугаи, некоторые воробьиные: снегирь, клест, зяблик и другие).

У голубей с 8-го дня насиживания клетки эпителия зоба подвергаются жировому перерождению, отторгаются и вместе с секретом желёз зоба образуют т. н. птичье молоко для выкармливания птенцов. Рябки, обитающие в пустынях, переносят в зобу воду для птенцов. Также зоб развит у птиц с относительно медленным пищеварением (некоторые виды зерноядных).
У хищных птиц зоб выполняет важную функцию: он отделяет съедобные фрагменты пищи от несъедобных — перьев, шерсти, чешуи и костей. Затем эти остатки прессуются мощным движением зоба и отрыгиваются в виде погадки. 
Как показывают окаменелости найденных в Китае базального птицехвостого Hongshanornis и базального птичьего Sapeornis, зоб появился независимо у филогенетически неродственных птиц ещё в раннем меловом периоде в качестве адаптации к поеданию семян.